# Клитцинг, Клаус фон
Кла́ус фон Кли́тцинг (нем. Klaus von Klitzing; род. 28 июня 1943, Шрода, оккупированная Германией часть Польши) — немецкий физик, лауреат Нобелевской премии по физике 1985. 
Член Германской академии естествоиспытателей «Леопольдина» (1996), Папской академии наук (2007), иностранный член Национальной академии наук США (1990), Российской академии наук (1994), Лондонского королевского общества (2003), Китайской академии наук (2006).

## Биография
В 1962—1969 годах обучался в Брауншвейгском техническом университете. В 1969—1980 годах работал в Вюрцбургском университете. В 1972 году защитил диссертацию по теме «Гальваномагнитные свойства теллура в сильных магнитных полях» на степень доктора философии по физике. В 1978 году становится хабилитированным доктором. В 1980—1984 годах профессор Мюнхенского технического университета. С 1985 по настоящее время — директор Института исследований твердого тела Общества Макса Планка в Штутгарте.
Основные направления исследований: физика конденсированного состояния вещества, физика низкоразмерных систем. В 1979 в Гренобле провел серию экспериментов по исследованию эффекта Холла в кремниевом полевом транзисторе. В результате этих экспериментов открыл целочисленный квантовый эффект Холла, состоящий в квантовании Холловского сопротивления двумерного электронного газа в сильных магнитных полях и при низких температурах. Результаты экспериментов были опубликованы в журнале «Physical Review Letters» в августе 1980. Занимается изучением осцилляций магнетосопротивления двумерного газа, в том числе состояния с нулевым сопротивлением.
Лауреат ряда научных премий.
Женат, имеет двух сыновей и дочь.

## Общественная деятельность
В 1992 году подписал «Предупреждение человечеству».
В 2016 году подписал открытое письмо нобелевских лауреатов с призывом к Greenpeace, Организации Объединенных Наций и правительствам всего мира прекратить борьбу с генетически модифицированными организмами (ГМО).